# Стюарт, Майкл (футболист)
Майкл Джеймс Стю́арт (англ. Michael James Stewart; 26 февраля 1981) — шотландский футболист, полузащитник. Выступал за английские клубы «Манчестер Юнайтед», «Ноттингем Форест» и «Чарльтон Атлетик», за шотландские клубы «Харт оф Мидлотиан» и «Хиберниан», а также за национальную сборную Шотландии.

## Клубная карьера
Уроженец Эдинбурга, Стюарт начал футбольную карьеру в академии клуба «Рейнджерс», параллельно обучаясь в школе Крейгмаунт. Затем перешёл в футбольную академию «Манчестер Юнайтед», в июне 1997 года подписав любительский контракт, а в марте следующего года — профессиональный контракт. 31 октября 2000 года дебютировал в основном составе «Юнайтед» в матче Кубка Футбольной лиги против «Уотфорда». В том же сезоне руководство клуба планировало отправить в аренду в бельгийский «Антверпен» молодых игроков, включая Майкла Стюарта, Джона О’Ши и Джимми Дейвиса, однако Стюарт отказался от аренды, полагая, что сможет пробиться в основной состав английского клуба, тренируясь с «Манчестер Юнайтед». В сезонах 2000/01 и 2001/02 Стюарт провёл за «Юнайтед» по 5 матчей, не сумев пробиться в основной состав, а в сезоне 2003/04 неудачно выступил в аренде в клубе «Ноттингем Форест». Из-за стиля игры часто получал предупреждения или удаления.
Летом 2004 года главный тренер «Манчестер Юнайтед» сэр Алекс Фергюсон сообщил Стюарту, что у него нет будущего в клубе и он может искать себе новую команду. К нему проявлял интерес «Рейнджерс», но после двухнедельного просмотра он вернулся обратно в Манчестер; главным препятствием для его ухода из английского клуба была высокая стоимость действующего контракта. После этого удалось достичь соглашения об аренде с шотландским клубом «Харт оф Мидлотиан», причём Стюарт согласился на значительное снижение зарплаты. По окончании аренды летом 2005 года «Хартс» не предложил Стюарту постоянный контракт.
Летом 2005 года контракт Стюарта с «Манчестер Юнайтед» подошёл к концу, после чего игрок перешёл в шотландский клуб «Хиберниан». В нём он провёл два сезона. В апреле 2007 года покинул клуб в качестве свободного агента.
30 июня 2007 года подписал контракт с клубом «Харт оф Мидлотиан». Перед началом сезона 2009/10 был назначен капитаном «Хартс». Однако в своей первой игре в роли капитана (против «Данди Юнайтед») он был удалён с поля за две жёлтые карточки. В мае 2010 года Стюарт покинул клуб по соглашению сторон.
В мае 2010 года Стюарт согласился на «прибыльный» переход в турецкий клуб «Генчлербирлиги», подписав однолетний контракт. Однако вскоре после переезда к Турцию игрок получил травму, а в январе 2011 года покинул команду, заявив, что клуб не соблюдает требования контракта после того, как он был травмирован.
В феврале 2011 года отправился на просмотр в «Лидс Юнайтед». В итоге «Лидс Юнайтед» не предложил ему контракт. В марте Стюарт отправился на просмотр в «Чарльтон Атлетик», 22 марта подписал с клубом контракт до конца сезона 2010/11. По окончании сезона завершил карьеру игрока.

## Карьера в сборной
В мае 2000 года дебютировал за сборную Шотландии до 21 года. Всего провёл за команду 18 матчей с мая 2000 по ноябрь 2003 года.
В ноябре 2006 года дебютировал за вторую сборную Шотландии в матче против второй сборной Ирландии. Год спустя провёл ещё одну игру за вторую сборную Шотландии.
17 апреля 2002 года Стюарт дебютировал за главную сборную Шотландии, выйдя на замену в товарищеском матче против сборной Нигерии на стадионе «Питтодри». 16 мая 2002 года впервые вышел в стартовом составе сборной в матче против Республики Корея на Главном стадионе Азиады в Пусане. Четыре дня спустя провёл свой третий матч за сборную, сыграв против команды ЮАР. В августе 2008 года был вновь вызван в сборную Шотландии после шести лет отсутствия, сыграв в матче против Северной Ирландии на «Хэмпден Парк». Это был его последний матч за сборную.

## После завершения карьеры
Работал в качестве спортивного эксперта на BBC Scotland, BT Sport и The Scottish Sun.
31 декабря 2014 года объявил в социальной сети Twitter о намерении баллотироваться на парламентских выборах в Великобритании 2015 года от Шотландской национальной партии (SNP) от Западного Эдинбурга. Однако в итоге партия выдвинула Мишель Томсон, которая в итоге была избрана в Парламент.

## Достижения
Личные достижения
- Награда Дензила Харуна лучшему резервисту года: 2000/01[22]